# Ardiente paciencia
Ardiente paciencia es una novela corta del escritor chileno Antonio Skármeta, publicada en 1985 por la Editorial Sudamericana en Buenos Aires. El relato se basa en un guion de Skármeta para una radio alemana que fue adaptado como libreto teatral por el mismo autor en 1982 y que sería utilizado como base del guion de la película homónima estrenada en 1983. Más tarde, la novela inspiró a Michael Radford la cinta Il Postino, que fue estrenada en 1994 y donde la acción transcurre en Italia años antes de los hechos que suceden en el libro. Después del éxito de la película de Radford, la novela, por razones comerciales, pasó a llamarse El cartero de Neruda.
Tras su publicación, el libro fue clasificado para mayores de 14 años, por su contexto, tema y recurrentes episodios sexuales.
Ha sido llevada al cine en tres ocasiones: en 1983, 1994 y 2022.

## Reseña
Junio de 1969. A Mario Jiménez, joven de 17 años, le desagrada su vida, ya que, al igual que su padre, él debe ser pescador. Pero un día decide convertirse en cartero, y es designado a Isla Negra con un solo cliente, Pablo Neruda, a quien diariamente lleva cartas pero con el cual nunca habla. Luego Mario Jiménez y Pablo Neruda conversan sobre las metáforas, los que con el tiempo se vuelven buenos amigos. Mario descubre que quiere ser escritor al igual que su ídolo, también encuentra el amor, una chica llamada Beatriz, con la que tiene relaciones carnales, cuya madre no quiere a su nuevo pretendiente. Por su parte Neruda se convierte en embajador en Francia.
Transcurriendo el tiempo, Neruda le envía una grabadora a Mario en que le pide grabar los sonidos que tanto extraña, y entre ellos el de su hijo Pablo Neftalí Jiménez González recién nacido.
Con el tiempo Mario se presenta a un concurso de poesía, pero la revista en la cual se iba a publicar el poema ganador es tomada por los oficiales. También se sabe de la enfermedad del poeta/vate.
Luego ocurre el Golpe de Estado del 11 de septiembre de 1973. La casa de Pablo Neruda es custodiada, lo que imposibilita la entrada de cartas a su casa, pero Mario se las aprende de memoria y transmite su contenido a Neruda.

## Personajes
“Principales”
- Mario Jiménez: el cartero, que se casa con Beatriz con quien tiene un hijo al que llaman Pablo Neftalí.
- Pablo Neruda: el poeta, nacido como Neftalí Reyes, que recibe los cientos de cartas que le entrega Mario.

“Secundarios”
- Beatriz: la chica de quien se enamora Mario, con quien se casa y tiene un hijo.
- Rosa de González: la madre de Beatriz, viuda a la que al principio le desagrada Mario, pero con el tiempo comienza a tomarle afecto.
- Matilde de Reyes: la esposa de Neruda.
- Don Cosme: el jefe de Mario. Socialista.

Antagonistas:
- Jerez: se  caracteriza por ser una persona con caspa y por ser rojo como un tomate.
- Diputado Labbé: El representante de la zona donde transcurre la historia, iba en algunos momentos a Isla Negra.

## Hechos reales
En el libro lo ideal es que se citan hechos que ocurrieron realmente, entre ellos:
- 4 de septiembre de 1970: Salvador Allende gana las elecciones presidenciales.
- 21 de octubre de 1971: Pablo Neruda gana el Premio Nobel de Literatura.
- 11 de septiembre de 1973: Golpe de Estado que afecta a los personajes.

Además, se refiere a los detenidos desaparecidos y el desabastecimiento de alimentos que sufrió Chile en esos años.

## Películas
- Ardiente paciencia (1983), de Antonio Skarmeta.
- Il Postino (1994), de Michael Radford, en español El cartero de Neruda.
- Ardiente paciencia (2022), de Rodrigo Sepúlveda.

## Obra musical
- Ópera Il Postino, del compositor mexicano Daniel Catán; estrenada el 23 de septiembre de 2010.